# Любеня (Свентокшиське воєводство)
Любеня (пол. Lubienia) — село в Польщі, у гміні Броди Стараховицького повіту Свентокшиського воєводства.
Населення — 993 особа (2021).

## Демографія
Демографічна структура на 2021 рік:
|          | Загалом | Допрацездатний вік | Працездатний вік | Постпрацездатний вік |
| -------- | ------- | ------------------ | ---------------- | -------------------- |
| Чоловіки | 514     | 87                 | 347              | 80                   |
| Жінки    | 479     | 60                 | 249              | 170                  |
| Разом    | 993     | 87                 | 596              | 250                  |